# Mero-TSK International
Mero-TSK International GmbH & Co. KG est un développeur et fabricant allemand pour les domaines de produits des systèmes de construction, de la technologie aéroportuaire, des systèmes au sol et des systèmes d'exposition. Mero est le fabricant du système de cadre spatial Mero. La société compte sept filiales et cinq joint-ventures dans plusieurs pays.

## Histoire
Mero est né à Berlin en 1928 de l'idée du fondateur de l'entreprise Max Mengeringhausen d'offrir des solutions pour le secteur de la construction avec des éléments de série préfabriqués industriellement. Mero est le nom de marque d'un système modulaire en acier tubulaire utilisé dans le monde entier dans le domaine des cadres spatiaux. Le nom de l'entreprise est composé des premières lettres du nom de famille du fondateur de l'entreprise "Mengeringhausen" et du "Ro" pour la construction tubulaire.
Après la Seconde Guerre mondiale, le siège social de l'entreprise a été transféré à Wurtzbourg en 1948. De l'invention originale, la charpente spatiale Mero faite de tiges et de nœuds, le développement conduit à des constructions mixtes faites de tiges, de profilés et de câbles, à l'intégration croissante de la toiture comme élément porteur d'un bâtiment. Cette zone de l'enveloppe du bâtiment est ensuite nommée "systèmes de construction".
Au fil des décennies, la gamme de produits s'élargit pour inclure la technologie aéroportuaire, les systèmes de plancher (planchers surélevés et creux) et les systèmes d'exposition (construction de foires commerciales). Ces derniers sont commercialisés sous le nom de Meroform.
Le site de production était initialement Wurtzbourg. La production de planchers surélevés commence en 1966 dans la nouvelle filiale de Prichsenstadt, près de Wurtzbourg. Les quatre domaines de produits y sont désormais fabriqués. Depuis la création de la filiale Mero Structures dans le Wisconsin en 1986, Mero s'est progressivement développée dans le monde entier.
À partir du milieu des années 1970, Mero introduit la production contrôlée par informatique d'éléments et de nœuds de cadres spatiaux et la génération automatique de plans de position. Le décideur de ce développement est le chef du centre informatique de l'époque, Herbert Klimke. En conséquence, Mero intègre le marché international des structures de toit tridimensionnelles, d'abord constituées d'ossatures spatiales et plus tard également de coques en barres.
Il existe des succursales en France, en Belgique, en Italie, aux États-Unis, au Royaume-Uni, aux Émirats arabes unis et à Singapour et des coentreprises en Chine, au Japon, en Malaisie, en Russie et en Serbie.
En 2004, Mero GmbH & Co. KG est intégrée au groupe de sociétés TSK, qui opère également dans le monde entier. Mero-TSK International GmbH & Co. KG et Mero-TSK Prichsenstadt GmbH & Co. KG voient le jour.
En 2009, Mero-TSK construit la structure de support de Ferrari World Abu Dhabi.

## Source
- (de) Cet article est partiellement ou en totalité issu de l’article de Wikipédia en allemand intitulé « Mero-TSK International » (voir la liste des auteurs).